# Saison 1 de Rome
Chronologie
Saison 2
La saison 1 de Rome, composée de 12 épisodes, raconte l'histoire de Lucius Vorenus et Titus Pullo, ainsi que celle des principales personnalités romaines de l'époque, de la fin de la Guerre des Gaules jusqu'à l'assassinat de César.

## Distribution
- Kevin McKidd (VF : Alexis Victor) : Lucius Vorenus, un centurion loyal et honorable qui est tiraillé entre son devoir envers ses supérieurs, ses idéaux républicains et les besoins de sa famille.
- Ray Stevenson (VF : Marc Alfos) : Titus Pullo, un légionnaire impulsif, insouciant, débauché et aux tendances violentes mais doté malgré tout d'un bon fond.
- Ciarán Hinds (VF : José Luccioni) : Jules César, ambitieux, calculateur et sans scrupules, mais généreux aussi bien avec ses amis qu'avec ses ennemis.
- Kenneth Cranham (VF : Pierre Dourlens) : Pompée, figure légendaire de la République à la recherche de sa gloire passée.
- James Purefoy (VF : Edgar Givry) : Marc Antoine, le principal lieutenant de César, un arrogant hédoniste à la franchise brutale.
- Max Pirkis (VF : Yann Le Madic) : Octave, petit-neveu et héritier de César, adolescent d'une intelligence exceptionnelle mais froid et détaché.
- Polly Walker (VF : Juliette Degenne) : Atia, la nièce de César et la mère d'Octave et d'Octavia, manipulatrice influente et immorale prête à tout pour protéger son rang et sa famille.
- Lindsay Duncan (VF : Anne Kerylen) : Servilia Caepionis, la mère de Brutus et l'amante de César, ennemie jurée d'Atia.
- Indira Varma (VF : Claire Guyot) : Niobé, l'épouse de Lucius Vorenus, qu'elle n'a pas vu pendant presque huit ans jusqu'à son retour de Gaule.
- Tobias Menzies (VF : Antoine Nouel) : Brutus, jeune aristocrate déchiré entre ses valeurs républicaines et son attachement à César.
- Kerry Condon (VF : Laura Préjean) : Octavia, la sœur aînée d'Octave, prise dans les intrigues de sa famille.
- David Bamber (VF : Philippe Peythieu) : Cicéron, politicien modéré qui cherche à ménager tous les partis.
- Karl Johnson (en) (VF : Pierre Baton) : Caton, politicien conservateur et défenseur de la République.
- Paul Jesson (VF : Robert Darmel) : Metellus Scipion, un sénateur ami de longue date avec Caton.
- Nicholas Woodeson (VF : Jacques Bouanich) : Posca, esclave de César qui lui sert de confident et d'aide de camp.
- Lee Boardman (en) (VF : Gilles Morvan) : Timon, juif romain qui est l'exécuteur des basses œuvres d'Atia.
- Chiara Mastalli (VF : Barbara Tissier) : Eirene, esclave d'origine germaine recueillie par Titus Pullo, qui est amoureux d'elle.
- Lyndsey Marshal (VF : Véronique Desmadryl) : Cléopâtre, reine d'Égypte qui cherche à s'assurer l'alliance et la protection de César, puis de Marc Antoine.
- Guy Henry (VF : Gabriel Le Doze) : Cassius, un sénateur ami de Brutus qui veut la perte de César.
- Coral Amiga (VF : Caroline Lallau) : Vorena, la fille aînée de Lucius Vorenus et de Niobé.
- Rick Warden (VF : Arnaud Arbessier) : Quintus Pompée, le fils de Pompée le Grand, grossier et violent.
- Michael Nardone (en) (VF : David Kruger) : Mascius, ancien camarade de Pullo et Vorenus au sein de la Treizième légion.
- Lorcan Cranitch (en) (VF : Pierre Laurent) : Erastes Fulmen, le chef d'une bande organisée de criminels.
- Esther Hall (en) (VF : Edwige Lemoine) : Lyde, la sœur de Niobé.
- Enzo Cilenti (VF : Adrien Antoine) : Evander Pulchio, le mari de Lyde, qui aime sa sœur Niobé.
- Ian McNeice (VF : Michel Vocoret) : le crieur public

## Épisodes

### Épisode 1:Le Vol de l'aigle
- États-Unis : 28 août 2005 sur HBO
- Royaume-Uni : 2 novembre 2005 sur BBC
- France : 29 juin 2006 sur Canal+
- Belgique : 9 janvier 2007 sur La Une

- Lydia Biondi (Merula)
- Manfredi Aliquo (Castor)
- Ian McNeice (Le lecteur des nouvelles dans le forum)
- Robert Purvis (Glabius)
- Giovanni Calcagno (Vercingétorix)
- Anna Patrick (Cornelia)

### Épisode 2:Une république fragile
- États-Unis : 4 septembre 2005 sur HBO
- Royaume-Uni : 2 novembre 2005 et 9 novembre 2005 sur BBC
- France : 29 juin 2006 sur Canal+
- Belgique : 9 janvier 2007 sur La Une

- Lydia Biondi (Merula)
- Manfredi Aliquo (Castor)
- Ian McNeice (Le lecteur des nouvelles dans le forum)
- Robert Purvis (Glabius)
- Anna Fausta Primiano (Vorena)
- Matt Patresi (Durio)
- Leslie Csuth (Milo)

### Épisode 3:Le Venin de Cerbère
- États-Unis : 11 septembre 2005 sur HBO
- Royaume-Uni : 9 novembre 2005 sur BBC
- France : 6 juillet 2006 sur Canal+
- Belgique : 16 janvier 2007 sur La Une

- Manfredi Aliquo (Castor)
- Lydia Biondi (Merula)
- Ian McNeice (Le lecteur des nouvelles dans le forum)
- Robert Purvis (Glabius)
- Matt Patresi (Durio)
- Anna Patrick (Cornelia)
- Vittorio Amandola (Proculus)
- David Bamber (Cicéron)
- Chiara Mastalli (Eirene)

### Épisode 4:Bons augures, mauvais présages
- États-Unis : 18 septembre 2005 sur HBO
- Royaume-Uni : 16 novembre 2005 sur BBC
- France : 6 juillet 2006 sur Canal+
- Belgique : 16 janvier 2007 sur La Une

- Anna Fausta Primiano (Vorena)
- Lydia Biondi (Merula)
- Ian McNeice (Le lecteur des nouvelles dans le forum)
- Manfredi Aliquo (Castor)
- Enzo Cilenti (Evander Pulchio)
- Jahvel Hall (Lyde)
- Rick Warden (Quintus Pompey)
- David Bamber (Cicéron)
- Roger Hammond (Le chef des augures)
- Chiara Mastalli (Eirene)

### Épisode 5:Jeux de dupes
- États-Unis : 25 septembre 2005 sur HBO
- Royaume-Uni : 23 novembre 2005 sur BBC
- France : 13 juillet 2006 sur Canal+
- Belgique : 23 janvier 2007 sur La Une

- Anna Fausta Primiano (Vorena)
- Ian McNeice (Le lecteur des nouvelles dans le forum)
- Haydn Gwynne (Calpurnia)
- Enzo Cilenti (Evander Pulchio)
- David Bamber (Cicéron)
- Lydia Biondi (Merula)
- Manfredi Aliquo (Castor)
- Lorcan Cranitch (Erastes)
- Chiara Mastalli (Eirene)

### Épisode 6:Octave devient un homme
- États-Unis : 2 octobre 2005 sur HBO
- Royaume-Uni : 30 novembre 2005 sur BBC
- France : 13 juillet 2006 sur Canal+
- Belgique : 23 janvier 2007 sur La Une

- Anna Fausta Primiano (Vorena)
- Ian McNeice (Le lecteur des nouvelles dans le forum)
- Jahvel Hall (Lyde)
- Simon Callow (Publius Servilius)
- Lynda Baron (Madame)
- Andrew Scarborough (Milo)
- Manfredi Aliquo (Castor)
- Francesca Fowler (Egeria)
- Lydia Biondi (Merula)
- Chiara Mastalli (Eirene)

### Épisode 7:Vaincre ou mourir
- États-Unis : 9 octobre 2005 sur HBO
- Royaume-Uni : 7 décembre 2005 sur BBC
- France : 20 juillet 2006 sur Canal+
- Belgique : 30 janvier 2007 sur La Une

- Ian McNeice (Le lecteur des nouvelles dans le forum)
- Anna Patrick (Cornelia)
- Daren Elliott Holmes (Fulvio)
- David Kennedy (Lucius Septimius)
- Vincenzo Nicoli (Lysandros)

### Épisode 8:Un trône pour deux
- États-Unis : 16 octobre 2005 sur HBO
- Royaume-Uni : 14 décembre 2005 sur BBC
- France : 20 juillet 2006 sur Canal+
- Belgique : 30 janvier 2007 sur La Une

- Ian McNeice (Le lecteur des nouvelles dans le forum)
- Lyndsey Marshal (Cléopâtre)
- Shaka Bunsie (Ptolémée)

### Épisode 9:Marchés de dupes
- États-Unis : 30 octobre 2005 sur HBO
- Royaume-Uni : 21 décembre 2005 sur BBC
- France : 27 juillet 2006 sur Canal+

- Ian McNeice (Le lecteur des nouvelles dans le forum)
- Anna Fausta Primiano (Vorena)
- Dominic Rickhards (Aquinas)
- Chiara Mastalli (Eirene)

### Épisode 10:Le Triomphe de César
- États-Unis : 6 novembre 2005 sur HBO
- Royaume-Uni : 28 décembre 2005 sur BBC
- France : 27 juillet 2006 sur Canal+

- Ian McNeice (Le lecteur des nouvelles dans le forum)
- Anna Fausta Primiano (Vorena)
- Giovanni Calcagno (Vercingétorix)
- Chiara Mastalli (Eirene)

### Épisode 11:Espoirs déçus
- États-Unis : 13 novembre 2005 sur HBO
- Royaume-Uni : 4 janvier 2006 sur BBC
- France : 3 août 2006 sur Canal+

- Ian McNeice (Le lecteur des nouvelles dans le forum)
- Anna Fausta Primiano (Vorena)
- Manfredi Aliquo (Castor)
- Michael Nardone (Mascius)
- Chiara Mastalli (Eirene)
- Peter Eyre (l'accusateur Nigidius)

### Épisode 12:Les Ides de Mars
- États-Unis : 20 novembre 2005 sur HBO
- Royaume-Uni : 4 janvier 2006 sur BBC
- France : 3 août 2006 sur Canal+

- Ian McNeice (Le lecteur des nouvelles dans le forum)
- Anna Fausta Primiano (Vorena)
- Michael Nardone (Mascius)
- Frank Baker (III) (Le médecin)
- Chiara Mastalli (Eirene)

Sortis victorieux de l'arène, Vorenus et Pullo sont célébrés comme des héros par la plèbe mais ils ont bravé la loi romaine et Vorenus craint que César ne le bannisse pour toujours. Brutus complote avec quelques sénateurs et avec Servilia pour organiser la chute et l'assassinat de César.

## DVD
La saison 1 de Rome en DVD se présente sous la forme d'un coffret de 5 DVD comprenant les 12 épisodes de la saison ainsi que les versions commentées des épisodes suivants :
- Le Vol de l'aigle commenté par Bruno Heller et Jonathan Stamp
- Une république fragile commenté par Bruno Heller et Jonathan Stamp
- Jeux de dupes commenté par Ray Stevenson
- Vaincre ou mourir commenté par Bruno Heller et Jonathan Stamp
- Un trône pour deux commenté par Steve Shill (en)
- Marchés de dupes commenté par Jeremy Podeswa
- Espoirs déçus commenté par Kevin McKidd
- Les Ides de Mars commenté par Bruno Heller et Jonathan Stamp

Parmi les autres bonus se trouvent plusieurs documentaires sur :
- les personnages de Rome
- le making-of de la scène du triomphe dans l'épisode Le Triomphe de César
- le making-of de la scène de l'arène dans l'épisode Espoirs déçus